# Бахмані
Бахмані — перша мусульманська держава на півдні Індії. Заснована 1347 року на заході Декану раджами, повсталими проти Делійського султанату. Після розпаду держави Бахманідів у 1518-25 роках на її місці утворилися султанати Біджапур (династія Аділ-шахів), Берар (династія Імад-шахів), Ахмеднагар (династія Нізам-шахів), Бідар (династія Барід-шахів) і Голконда (династія Кутб-шахів)).
На чолі держави стояли султани з династії Бахманідів, що правили з міста Гулбарга. 1429 року столицю перенесли до Бідара. На південь від річки Крішна знаходилась Віджаянагарська імперія, з якою протягом всієї своєї історії султанат вів запеклу боротьбу.
На початку 1470-х років Бахманідську державу та її головні центри (Бідар і Голконду) з торговими цілями об'їхав тверський купець Афанасій Нікітін. Про його подорожі розповідається в «Ходінні за три моря». В цей час держава досягла нового піднесення завдяки діяльності першого міністра Махмуда Гавана.

## Династія Бахмані
- Ала-ад-дін Бахман-шах, син Кайкауса, султан Дхарура 1341 —1358
- Мухаммад-шах I, син Ала-ад-дін Бахман-шаха, султан Деккан 1358–1375
- Ала уд-Дін Муджахід-шах, син Мухаммад-шаха I, султан Деккан 1375–1378
- Дауд-шах I, син Махмуд-хана, сина Сікандар ус-Сані Ала уд-Дін Абу-л-Музаффар Хасан Бахман-шаха, султан Деккан 1378
- Мухаммад-шах II, син Махмуд-хана, сина Сікандар ус-Сані Ала уд-Дін Абу-л-Музаффар Хасан Бахман-шаха, султан Деккан 1378–1397
- Гійас уд-Дін Тахматан-шах, син Мухаммад-шаха II, султан Деккан 1397
- Шамс уд-Дін Дауд-шах II, син Мухаммад-шаха II, султан Деккан 1397
- Тадж уд-Дін Фіруз-шах, син Ахмад-хана, сина Сікандар ус-Сані Ала уд-Дін Абу-л-Музаффар Хасан Бахман-шаха, султан Деккан 1397–1422
- Шихаб уд-Дін Ахмад Валі-шах, син Ахмад-хана, сина Сікандар ус-Сані Ала уд-Дін Абу-л-Музаффар Хасан Бахман-шаха, султан Деккан 1422–1436
- Ала уд-Дін Ахмад-шах II, син Шихаб уд-Дін Ахмад Валі-шаха, султан Деккан 1436–1458
- Ала уд-Дін Хумайун Салім-шах, син Ала уд-Дін Ахмад-шаха II, султан Деккан 1458–1461
- Нізам уд-Дін Ахмад-шах III, син Ала уд-Дін Хумайун Салім-шаха, султан Деккан 1461–1463
- Шамс уд-Дін Мухаммад-шах III, син Ала уд-Дін Хумайун Салім-шаха, султан Деккан 1463–1482
- Шихаб уд-Дін Махмуд-шах, син Шамс уд-Дін Мухаммад-шаха III, султан Деккан 1482–1518
- Ахмад-шах IV, син Шихаб уд-Дін Махмуд-шаха, султан Деккан 1518–1520
- Ала уд-Дін Мухаммад-шах IV, син Ахмад-шаха IV, султан Деккан 1520–1523
- Валіулла-шах, син Шихаб уд-Дін Махмуд-шаха, султан Деккан 1523–1526
- Калімулла-шах, син Шихаб уд-Дін Махмуд-шаха, султан Деккан 1526–1527